# 孟珠
孟珠（?—?），魏晋南北朝時（一说即三国魏）丹陽人，女詩人。
《孟珠》是南朝歌咏爱情的组诗，《孟珠》十曲。二曲，倚歌八曲。旧舞十六人，梁八人。诗中女主人公就是孟珠。孟珠生平不详，她的詩作在《名媛詩歸》裡有收錄，《名媛詩歸》是明末竟陵派詩人鐘惺所編的一部歷代女性詩歌作品總集。乐府诗有《丹阳孟珠歌》。周壽昌的《宮閨文選》亦有收錄其陽春歌。

《丹阳孟珠歌》：
人言孟珠富，信实金满堂。龙头衔九花，玉钗明月珰。

《陽春歌三首》：
陽春二三月，草與水同色。道逢遊冶郎，恨不早相識。
陽春二三月，草與水同色。攀條摘香花，言是歡氣息。
望歡四五年，實情將懊惱。願得無人處，回身與郎抱。